# Rory Block
Aurora Block, detta Rory (Princeton, 6 novembre 1949), è una cantante e chitarrista statunitense.
Nel 2010 ha pubblicato la sua autobiografia, intitolata When a Woman Gets the Blues.

## Discografia
| Anno | Titolo                                                    | Etichetta           | Catalogo  | Annotazioni                                             |
| 1967 | How to Play Blues Guitar                                  | Elektra             | 324       | Accreditato come "Sunshine Kate", ripubblicato nel 1978 |
| 1975 | Rory Block                                                | RCA Victor          | 0733      |                                                         |
| 1976 | Rory Block (I'm in Love)                                  | Blue Goose          | 2022      |                                                         |
| 1977 | Intoxication, So Bitter Sweet                             | Chrysalis           | 1157      |                                                         |
| 1979 | You're the One                                            | Chrysalis           | 1233      |                                                         |
| 1981 | High Heeled Blues                                         | Rounder             | 3061      |                                                         |
| 1983 | Blue Horizon                                              | Rounder             | 3073      |                                                         |
| 1984 | Rhinestones & Steel Strings                               | Rounder             | 3085      |                                                         |
| 1986 | I've Got a Rock in My Sock                                | Rounder             | 3097      |                                                         |
| 1987 | Best Blues and Originals                                  | Rounder             | 11525     |                                                         |
| 1987 | House of Hearts                                           | Rounder             | 3104      |                                                         |
| 1990 | Color Me Wild                                             | Alcazar             | 1003      |                                                         |
| 1991 | Mama's Blues                                              | Rounder             | 3117      | Live                                                    |
| 1992 | Ain't I A Woman                                           | Rounder             | 3120      |                                                         |
| 1994 | Angel of Mercy                                            | Rounder             | 3126      | 1994 Adult Contemporary Album of the Year               |
| 1994 | Women In (E)motion                                        | Tradition & Moderne | 107       | Live, 1988                                              |
| 1995 | When A Woman Gets The Blues                               | Rounder             | 3139      | 1996 Acoustic Blues Album of the Year                   |
| 1995 | Turning Point                                             | Munich              | 145       |                                                         |
| 1996 | Tornado                                                   | Rounder             | 3140      | 1997 Adult Contemporary Album of the Year               |
| 1997 | Gone Woman Blues: The Country Blues Collection            | Rounder             | 11575     |                                                         |
| 1997 | The Early Tapes 1975-1976                                 | Alcazar             | 111       |                                                         |
| 1998 | Confessions Of A Blues Singer                             | Rounder             | 3154      | 1999 Acoustic Blues Album of the Year                   |
| 2002 | I'm Every Woman                                           | Rounder             | 3174      |                                                         |
| 2003 | Last Fair Deal                                            | Telarc              | CD-83593  |                                                         |
| 2004 | Sisters & Brothers                                        | Telarc              | CD-83588  | Con Eric Bibb e Maria Muldaur                           |
| 2005 | From The Dust                                             | Telarc              | CD-83614  |                                                         |
| 2006 | The Lady and Mr Johnson                                   | Rykodisc            | RCD 10872 | 2007 Acoustic Blues Album of the Year                   |
| 2008 | Blues Walkin' Like a Man: A Tribute To Son House          | Stony Plain         | SPCD 1329 |                                                         |
| 2008 | Country Blues Guitar - Rare Archival Recordings 1963-1971 | Guitar Workshop     | SGGW103   |                                                         |
| 2013 | Avalon: A Tribute to Mississippi John Hurt                | Stony Plain         | SPCD 1369 |                                                         |